# 나가사키 전기 궤도 1호 계통
1호 계통은, 나가사키 전기 궤도가 운행하는 노면전차 운전 계통의 하나다. 나가사키시의 아카사코를 기점으로 마쓰야마마치, 나가사키 역 앞, 오하토, 쓰키마치, 니시하마노마치를 지나, 쇼카쿠지시타에 이른다. 방향막은 파란색（■）
아카사코 지선（아카사코 - 스미요시）와 본선（스미요시 - 쇼카쿠지시타）으로 본 계통이 운행된다. 나가사키 전기 궤도의 주요 계통으로 이용객이 제일 많다.
오우라・니기와이바시 방면으로는 갈 수 없으므로, 쓰키마치 전차 정류장에서 5호 계통으로 환승할 수 있다. 이 때는 운전사에게 요청하면 환승권을 발행해준다. 다만, 쓰키마치 전차 정류장 이외의 정류장에서 승차하거나, 다른 일을 거치고 환승 할 경우 동일계통의 환승은 무효가 된다.  나가사키 스마트 카드로 30분 이내에 환승할 경우, 추가 운임 없이 환승 가능하다. 2013년 4월 1일에 실시된 다이아개정에 따라, 운전시·분과 운전간격의 재검토가 행해졌다.

## 계통 개요
- 전체 길이：7.3km
- 소요 시간：하행（쇼카쿠지시타 방면）약35분, 상행（아카사코 방면）약37분
- 운행간격：약5.5분 간격

## 전철역 일람
| 정류장 번호 | 정류장 이름 | 읽는 법                       | 정류장 간 거리(km) | 주변 시설                                                                    | 노선          | 궤도     |
| ----------- | ----------- | ----------------------------- | ------------------ | ---------------------------------------------------------------------------- | ------------- | -------- |
| 11          | 赤迫        | 아카사코                      | -                  |                                                                              | 아카사코 지선 | 병용궤도 |
| 12          | 住吉        | 스미요시                      | 0.3                | 니시우라카미역・스미요시 시장                                                | 본선          | 병용궤도 |
| 없음        | 昭和町通り  | 쇼와마치도오리                | 0.2                | 쥬하치은행 스미요시 지점・나가사키 은행 치토세 지점・와카바마치 파출소       | 본선          | 병용궤도 |
| 13          | 千歳町      | 지토세마치                    | 0.1                | 치토세피아                                                                   | 본선          | 병용궤도 |
| 14          | 若葉町      | 와카바마치                    | 0.2                | 마루타마 스토어                                                              | 본선          | 병용궤도 |
| 15          | 長崎大学前  | 나가사키 다이가쿠 마에        | 0.3                | 나가사키 대학                                                                | 본선          | 병용궤도 |
| 16          | 岩屋橋      | 이와야바시                    | 0.3                | 나가사키 북 소방서・나가사키 대교 우체국・쥬하치은행 오하시 지점             | 본선          | 병용궤도 |
| 17          | 浦上車庫前  | 우라카미샤코마에              | 0.2                |                                                                              | 본선          | 전용궤도 |
| 18          | 大橋        | 오하시                        | 0.2                | 나가사키현 운영 야구장                                                       | 본선          | 전용궤도 |
| 19          | 松山町      | 마쓰야마마치                  | 0.5                | 평화공원・나가사키은행 우라카미 지점・나가사키 원폭 자료관                   | 본선          | 전용궤도 |
| 20          | 浜口町      | 하마구치마치                  | 0.4                | 나가사키 서양관                                                              | 본선          | 전용궤도 |
| 21          | 大学病院前  | 다이가쿠뵤잉마에(대학병원 앞) | 0.2                | 나가사키 대학 병원・나가사키 북 우체국                                       | 본선          | 병용궤도 |
| 22          | 浦上駅前    | 우라카미에키마에              | 0.4                | JR 우라카미역                                                                | 본선          | 병용궤도 |
| 23          | 茂里町      | 모리마치                      | 0.2                | 나가사키 브릭 홀・나가사키 신문사・나가사키 문화방송・미래 나가사키 코코워크 | 본선          | 병용궤도 |
| 24          | 銭座町      | 젠자마치                      | 0.3                | 다이하츠 나가사키 본사                                                       | 본선          | 병용궤도 |
| 25          | 宝町        | 다카라마치                    | 0.5                | 베스트 웨스턴 프리미엄 호텔 나가사키                                         | 본선          | 병용궤도 |
| 26          | 八千代町    | 야치요마치                    | 0.2                | 나가사키현 교통국 본국・나가사키 영업소                                      | 본선          | 병용궤도 |
| 27          | 長崎駅前    | 나가사키에키마에              | 0.4                | JR나가사키역・아뮤플라자 나가사키・NHK나가사키 방송국・호텔 뉴 나가사키      | 본선          | 병용궤도 |
| 28          | 五島町      | 고토마치                      | 0.4                | 테레비나가사키                                                               | 본선          | 병용궤도 |
| 29          | 大波止      | 오하토                        | 0.4                | 유메사이토・나가사키항 터미널・나가사키현청                                  | 본선          | 병용궤도 |
| 30          | 出島        | 데지마                        | 0.2                | 데지마・나가사키현 미술관・나가사키 수변 공원・나가사키 국제 테레비          | 본선          | 병용궤도 |
| 31A/B       | 築町        | 쓰키마치                      | 0.4                | 나가사키 터미널・나가사키 차이나타운・쥬하치은행 본점                        | 본선          | 병용궤도 |
| 32          | 西浜町      | 니시하마노마치                | 0.2                |                                                                              | 본선          | 병용궤도 |
| 33          | 観光通り    | 간코도리                      | 0.2                | 하마야 백화점                                                                | 본선          | 병용궤도 |
| 34          | 思案橋      | 시안바시                      | 0.2                |                                                                              | 본선          | 병용궤도 |
| 35          | 正覚寺下    | 쇼가쿠지시타                  | 0.3                | 소후쿠 절                                                                    | 본선          | 병용궤도 |